# Sonny Carson
Sonny Carson, właśc. Robert Carson, również Mwlina Imiri Abubadika (ur. 22 maja 1936, zm. 20 grudnia 2002) – afroamerykański aktywista, najlepiej znany jest ze swojej autobiografii The Education of Sonny Carson (1972), która została zekranizowana 1974 roku. Był ojcem amerykańskiego rapera Professora X.

## Życiorys
Carson urodził się w 1936 roku w Karolinie Południowej, lecz jako dziecko przeprowadził się na Brooklyn w Nowym Jorku. Brał udział w wojnie koreańskiej, gdzie walczył w 82. Dywizji Powietrznodesantowej. Abubadika twierdził, że podczas wojny pewien Koreańczyk spytał go: „Dlaczego czarnoskóry miałby walczyć za kraj, który nawet nie pozwala mu pić wody z tej samej fontanny w Missisipi?”. To pytanie spowodowało, że Carson po powrocie do kraju stał się działaczem społecznym na rzecz równouprawnienia. Z początku sprzedawał narkotyki, prowadził nielegalny hazard, jednak później zaczął pracować dla Congress of Racial Equality (CORE), a w 1967 roku został dyrektorem wykonawczym w brooklyńskim oddziale CORE.